# Ана Багрјана
Ана Багрјана (укр. Анна Багряна; Фастов, 24. март 1981) је украјинска песникиња, прозаиста, драматург, преводилац. 

## Биографија
Рођена је 24. марта 1981. у Фастову (Кијевска област) у Украјини. Године 2004. је магистрирала украјински језик и књижевност на Филолошком факултету Кијевског Националног универзитета Тарас Шевченко. Радила је као новинар на телевизији, радију и у штампаним медијима, као секретар Савета Удружења књижевника Украјине за рад са младим ауторима и као главни уредник издања Гранословље. 
Аутор је поетских збирки Цвасти речи (Кијев, 2000), Међу јоргованским сновима (Кијев, 2002), Између богова и нас (Кијев, 2005), Друге линии (Кијев, 2009), Шетња по ужету (двојезично украјинско-пољско издање, Лавов-Радом, 2008), Завера из љубави (2011); романа Етимологија крви (2008, Кијев), Тако необична љубав (Кијев, 2010, у преводу на македонски – Скопље, 2011), Дошкуљака (2012, Кијев); књиге прича за децу (серија Живот истакнуте деце, Кијев, 2010); зборника драма, као и либрета за мјузикл Глорија (Доњецки национални академски украјински музичко-драмски театар). 
Драме су јој извођене на позоришним сценама у Украјини, САД и Македонији. Превођена је на 17 језика; дела су јој објављивана у различитим књижевним новинама, часописима, алманасима и антологијама у Украјини и свету. У Пољској, Белгији, Азербејџану, Бугарској, Србији и Македонији објављене су јој засебне збирке песама, драме и роман. 
Лауреат је књижевних конкурса Крунисање речи, Бакља, Међународне украјинско-немачке награде Олес Гончар (2008), конкурса Марусја Бек (Канада, 2009), Међународне књижевне награде Медитеранске Академије Браћа Миладинов (Р. Македонија, 2012). 2009 је на Међународном фестивалу поезије Словенски загрљаји (Варна, Бугарска) добила награду Летеће сребрно перо за преводе песама Јелисавете Багрјане на украјински језик (књига Две Багрјане у Вечној и светој). 
Преводи са пољског, бугарског, македонског и руског језика. Преводилац је и састављач шест песничких зборника, као и антологије савремене македонске поезије. 
Члан је Украјинског националног савеза писаца, Удружења украјинских књижевника и Словенске књижевне и уметничке академије (Бугарска).